# Agrilus diversicolor
Agrilus diversicolor é uma espécie de inseto do género Agrilus, família Buprestidae, ordem Coleoptera.
Foi descrita cientificamente por Wallengren, 1881.